# Passy-Grigny

Passy-Grigny este o comună în departamentul Marne, Franța. În 2009 avea o populație de 379 de locuitori.